# Ranicultura
Ranicultura é o termo utilizado para definir a criação de rãs. O nome deriva-se do Gênero Rana, composto pelas rãs ditas "verdadeiras". A criação de rãs é realizada em diversos países mundo afora. Segundo estimativas recentes da FAO, os principais países produtores são Taiwan, República da Indonésia e Brasil.
A principal espécie usada no cultivo mundial é a Rã-touro-americana (Lithobates catesbeianus), originária da América do Norte, de países como Canadá e Estados Unidos da América. Foi amplamente difundida mundo afora,e hoje, constitui uma das espécies mais perigosas em termos de introdução em novos habitats, pois é altamente prolífera e precoce, ou seja, reproduz-se com extrema facilidade e possui rápido crescimento. Estas duas características são as responsáveis pela sua ampla difusão mundial como animal de produção.
O cultivo pode ser dividido em três fases, a saber:
1. Reprodução, composta por área de mantença (usada para a criação dos reprodutores, machos e fêmeas são separados por baias) e área de acasalamento (possui pequenas poças ou tanques chamados motéis);
2. Girinagem, composta por tanques de diversos formatos e materiais usados na cria e engorda de girinos;
3. Engorda, composta por baias de engorda inicial (onde se criam os imagos ou rãs jovens) e de terminação (onde se engordam as rãs até o peso comercial).

Em países tropicais como o Brasil o ciclo de produção dura, em média, seis meses, sendo três para a fase de girinagem e outros três para a de engorda. Seu peso comercial foi estabelecido pela maioria dos entrepostos de pescado na faixa que vai de 180 até 250g. Segundo a legislação brasileira, a rã e seus produtos e subprodutos é considerada um pescado e possui as mesmas restrições e formas de conservação de peixes, crustáceos e moluscos, por exemplo.